# クサカゲロウ
クサカゲロウ（草蜉蝣、臭蜉蝣、英: green lacewing）は、アミメカゲロウ目（脈翅目：Neuroptera）クサカゲロウ科 Chrysopidae に分類される昆虫の総称。もしくはその一種クサカゲロウ Chrysopa intima を指す。
成虫は一般的に、黄緑色の体と水滴型で透明な2対の翅をもつ。
クサカゲロウの名は、その草色の体色や、臭いためである（「くさ（い）」カゲロウ）とする説がある。ただし、成虫がくさい匂いを出すのは、日本ではクサカゲロウ属やプレシオクサカゲロウ属、キントキクサカゲロウ属などの一部の種であり、多くの種は悪臭を出さない。

## 概説
世界から87属1300種ほどが知られる。大きく3亜科に分けられ、その中でも一般的なグループであるクサカゲロウ亜科はさらに4族に分けられる。このうち日本に分布するのは2亜科（クサカゲロウ亜科では4族のうち3族）約45種とされている。
ヤマトクサカゲロウ Chrysoperla nipponensis、ヨツボシクサカゲロウ Chrysopa pallens、カオマダラクサカゲロウ Mallada desjardinsiなどは、人家周辺の環境でも観察される。

## 成虫
成虫の体長は10–30 mm ほどで、触角は糸状で体は前後に細長い。翅は水滴型で、翅脈が細かい網目状に走っており、一部の種を除き斑紋はなく透明である。前翅より後翅のほうが小さい。種の識別には頭部の斑紋や雄の交尾器を用いる。
主に夜行性で、灯火にも集まる。成虫は、花粉や花蜜、半翅目昆虫の排出する甘露などを食べる。ヨツボシクサカゲロウなど一部の種は肉食性であり、カイガラムシやアブラムシを食べる。

## 卵

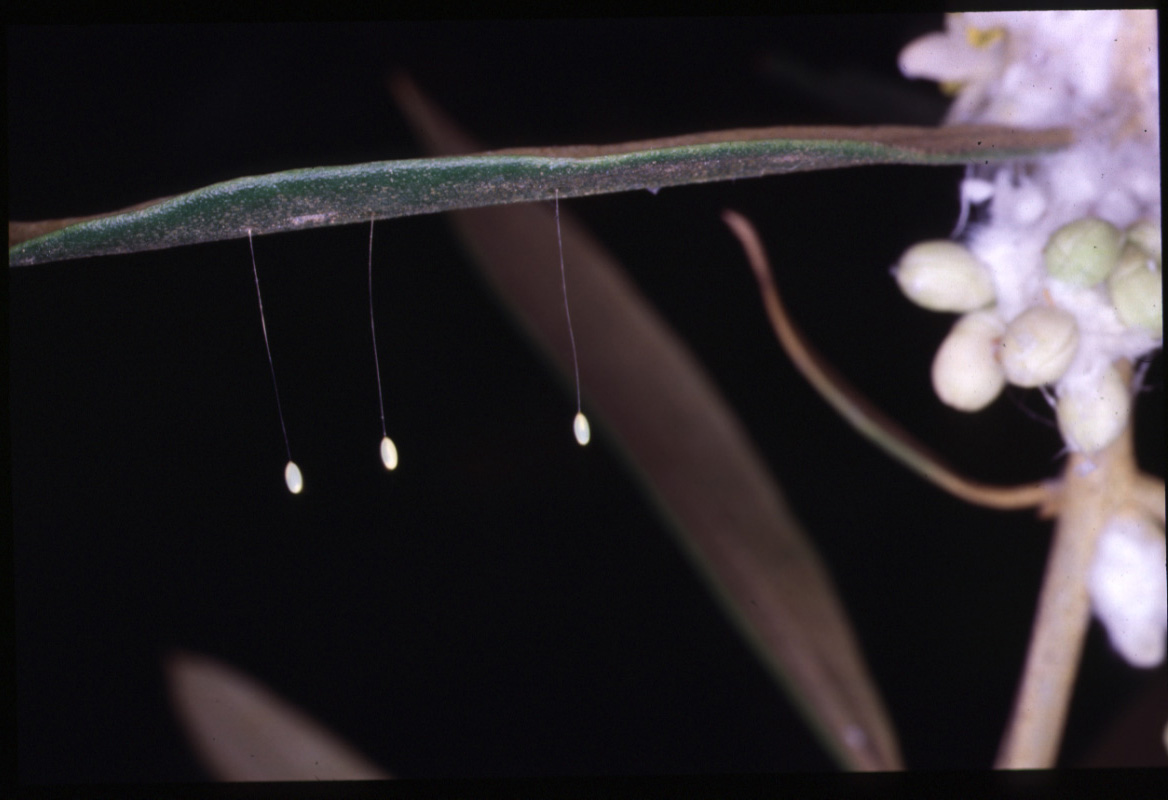
優曇華と呼ばれるクサカゲロウ科の卵

卵は長い卵柄を持ち、1個ずつ産み付けられる場合が多いが、種によっては卵柄をコヨリ状に絡ませた卵塊として葉などに産みつけられる。この卵は俗に憂曇華または優曇華（いずれも『うどんげ』と読む）の花と呼ばれるが、これは法華経に出てくる、3000年に一度如来が来るとともに咲くといわれる伝説上の花に由来する。
卵柄は、卵を食べる捕食者に対し防御手段として機能していることがわかっている。

## 幼虫

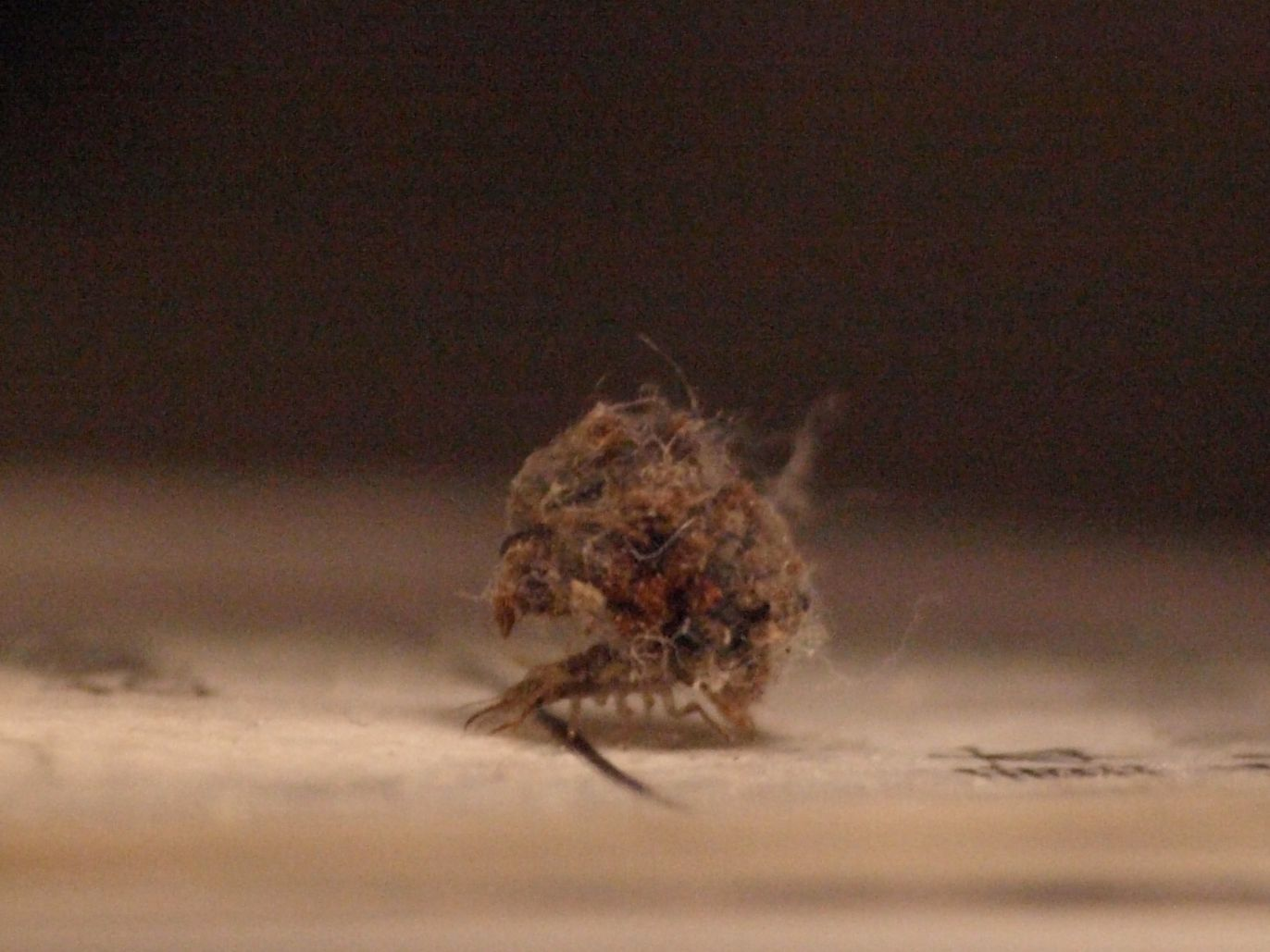
埃やゴミを背負ったクサカゲロウの幼虫

幼虫は柔らかな腹部と、小さな頭部に細く鎌状に発達した大顎を持つ。足は三対の胸脚のみで、全体としてはアリジゴクをやや細長くしたような姿である。幼虫は肉食性であり、アブラムシやハダニなどの小動物を捕食する。
一部の種は、幼虫は背面に鉤状の毛を持ち、そこに植物片や捕食した昆虫の死骸、他の昆虫が出すワックスなどを引っ掛け、背負う行動を取る。この行動は、アリなどの天敵から身を守るカムフラージュの機能をもつことがわかっている。また、琥珀に封入された幼虫の発見により、1億1千万年以上前にはこの行動形質が既に存在したと考えられている。
クサカゲロウは幼虫が肉食性であり、アブラムシやハダニ、コナジラミなどの農業の重要害虫を捕食するため、古くから有用な天敵の一群として知られてきた。海外ではヒメクサカゲロウの一種 Chrysoperla carnea などが天敵資材として利用されている。日本でも過去には本種が輸入され、利用された。

## 蛹
老熟幼虫（3齢幼虫）は尻から出す糸で繭を作り、この中で蛹になる。蛹は成虫になる直前に繭を大顎で切り、歩行脱出して付近で脱皮し成虫となる。

## 分類
日本国内に分布する種を示す。
- クサカゲロウ亜科 Chrysopinae
  - クサカゲロウ族 Chrysopini
    - クサカゲロウ属 Chrysopa
      - C. pallens ヨツボシクサカゲロウ
      - C. septemmaculata ナナホシクサカゲロウ
      - C. intima クサカゲロウ
      - C. nigra クロミヤマクサカゲロウ
      - C. perla ミヤマクサカゲロウ
      - C. formosa クモンクサカゲロウ
      - C. sapporensis エゾクサカゲロウ
      - C. lezeyi モンクサカゲロウ

    - プレシオクサカゲロウ属 Plesiochrysa
      - P. remota リュウキュウクサカゲロウ
      - P. ramburi セマダラナンヨウクサカゲロウ

    - オオクサカゲロウ属 Nineta
      - N. vittata ヒメオオクサカゲロウ
      - N. alpicola キタオオクサカゲロウ
      - N. itoi オオクサカゲロウ

    - クリソトロピア属 Chrysotropia
      - Ct. ciliata ムモンクサカゲロウ

    - ユメクサカゲロウ属 Nipponochrysa
      - Np. moriutii マボロシクサカゲロウ

    - クワヤマクサカゲロウ属 Kuwayamachrysa
      - K. kichijoi キチジョウクサカゲロウ

    - （和名無し）Cunctochrysa
      - Cu. albolineatoides シロスジクサカゲロウ

    - ニセコガタクサカゲロウ属 Pseudomallada
      - Pm. prasinus セボシクサカゲロウ
      - Pm. cognatellus イツホシアカマダラクサカゲロウ
      - Pm. parabolus ヨツボシアカマダラクサカゲロウ
      - Pm. alcestes ヒメニセコガタクサカゲロウ
      - Pm. formosanus フタモンクサカゲロウ
      - Pm. astur ミナミクサカゲロウ
      - Pm. ussuriensis クロヒゲフタモンクサカゲロウ

    - コガタクサカゲロウ属 Mallada
      - M. basalis ヒメリュウキュウクサカゲロウ
      - M. desjardinsi カオマダラクサカゲロウ
      - M. krakatauensis クラカタウクサカゲロウ

    - ヒメクサカゲロウ属 Chrysoperla
      - Cp. nipponensis ヤマトクサカゲロウ
      - Cp. nigrocapitata クロズヤマトクサカゲロウ
      - Cp. suzukii スズキクサカゲロウ
      - Cp. furcifera アカスジクサカゲロウ

    - キントキクサカゲロウ属 Brinckochrysa
      - B. scelestes ヒメキントキクサカゲロウ
      - B. kintoki キントキクサカゲロウ

  - ヒロバクサカゲロウ族 Ankyropterygini
    - ヒメヒロバクサカゲロウ属 Semachrysa
      - S. decorata マダラクサカゲロウ
      - S. matsumurae マツムラクサカゲロウ
      - S. pulchella ヒメマダラクサカゲロウ

    - ヒロバクサカゲロウ属 Ankylopteryx
      - A. octopunctata ヒロバクサカゲロウ
      - A. delicatula クロオビヒロバクサカゲロウ
      - A. ferruginea ウスチャヒロバクサカゲロウ
      - A. gracilis モンヒロバクサカゲロウ
      - A. exquisita ニセヒロバクサカゲロウ

  - フトヒゲクサカゲロウ族 Belonopterygini
    - フトヒゲクサカゲロウ属 Italochrysa
      - I. japonica セアカクサカゲロウ
      - I. nigrovenosa オオフトヒゲクサカゲロウ
- アミメクサカゲロウ亜科 Apochrysinae
  - アミメクサカゲロウ族 Apochrysini
    - アミメクサカゲロウ属 Apochrysa
      - Ap. matsumurae アミメクサカゲロウ